# Vagos e Santo António
Vagos e Santo António est une paroisse civile portugaise (en portugais : freguesia) de la municipalité de Vagos dans le district d'Aveiro. Elle est créée en 2013, par fusion des paroisses de Vagos et Santo António de Vagos.

## Géographie
Vagos e Santo António correspond au centre urbain de la municipalité de Vagos.
Vagos est située sur les rives du Boco (pt), qui délimite la paroisse à l'est et la sépare de Sosa, avant de se jeter dans la Ria d'Aveiro. Santo António se trouve au sud de Vagos.
À l'ouest, la paroisse est séparée de l'océan Atlantique par Gafanha da Boa Hora. Vagos e Santo António est enfin limitrophe de la municipalité d'Ílhavo au nord et de la paroisse de Santo André de Vagos au sud.

## Histoire
La paroisse est créée par la loi no 11-A/2013 du 28 janvier 2013 portant réorganisation administrative du territoire des freguesias, en fusionnant les paroisses de Vagos et Santo António de Vagos. Son nom officiel est União das Freguesias de Vagos e Santo António et son siège est fixé à Vagos.

## Démographie
Lors du recensement de 2021, Vagos e Santo António compte 6 340 habitants. C'est la paroisse la plus peuplée de la municipalité de Vagos, qui réunit 22 886 habitants sur 8 paroisses.